# Спаське (Курська область)
Спаське (рос. Спасское) — присілок в Медвенському районі Курської області Російської Федерації.
Населення становить 328 осіб. Входить до складу муніципального утворення Висоцька сільрада.

## Історія
Населений пункт розташований на території українського етнічного та культурного краю Східна Слобожанщина.
Від 2004 року входить до складу муніципального утворення Висоцька сільрада.

## Населення
| 2002 | 2010 |
| ---- | ---- |
| 734  | ↘328 |

## Пероналії
- Березуцька Валентина Федорівна (1931—2019) — радянська і російська актриса театру і кіно.